# Abbas Khider
Abbas Khider (àrab: عباس خضر, ʿAbbās Ḫiḍr) (Bagdad, 1973) és un escriptor iraquià en llengua alemanya. Als 19 anys va ser empresonat per les seves activitats polítiques contra el règim de Saddam Hussein. Després de sortir de la presó el 1996, va fugir de l'Iraq. Va passar uns quants anys com a refugiat sense papers en diferents països, fins a arribar a Alemanya el 2000, on viu des de llavors.
Tot i que la seva llengua materna és l'àrab, debutà el 2008 va amb la novel·la Der falsche Inder («El fals hindú»). El 2011 va publicar la novel·la Die Orangen des Präsidenten («Les taronges del president») i, el 2013, la novel·la Brief in die Auberginenrepublik («Carta a la república de les albergínies»). El 2005, durant els seus estudis de Filosofia i Ciència de la Literatura a Múnic, va començar a publicar els seus primers poemes.
Abbas Khider ha rebut nombrosos premis i beques, entre els quals destaquen l'Adelbert von Chamisso (2010), el Hilde Domin per a la literatura a l'exili (2013), el Nelly Sachs (2013), el Melusine Huss (2013), la beca Alfred Döblin (2009), un diploma d'honor de la Societat Iraquiana per al Foment de la Cultura ICSA (2010), la beca Villa Aurora (2011), una beca per a Londres del Fons Alemany de Literatura (2013), la beca Grenzgänger Stipendium de la Fundació Robert Bosch (2013) i la beca del Künstlerhaus Edenkoben (2013). Khider és membre del PEN des del 2010. Actualment, viu i treballa a Berlín.